# Suhpalacsa barrowensis
Suhpalacsa barrowensis är en insektsart som beskrevs av Tim R. New 1984. Suhpalacsa barrowensis ingår i släktet Suhpalacsa och familjen fjärilsländor. Inga underarter finns listade i Catalogue of Life.

## Bildgalleri

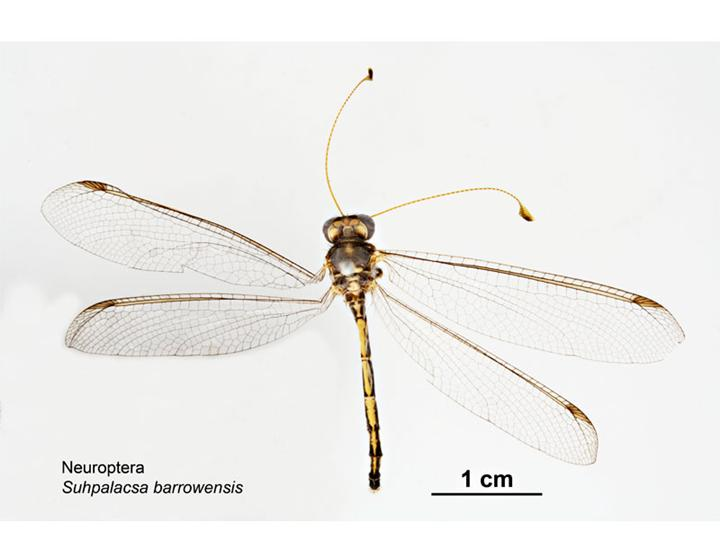